# Коста Руварац
Коста Руварац (Стари Бановци, 1837 — Пешта, 5. јануар 1864) био је омладински вођа и књижевник. Био је рођени брат калуђера и историчара Илариона Руварца.

## Биографија
Коста је рођен 1837. године у Старим Бановцима у Срему, у свештеничкој породици. Основну школу је завршио у Сремским Карловцима, а вишу немачку школу у Сланкамену. Матурирао је у Пешти, где је остао на студијама. Добио је стипендију Матице српске 1858. године. Студирао је правне науке и упоредо проучавао књижевност и естетику. Као студент бавио се књижевношћу и превођењем, по чему се прочуо. Писао је под утицајем претходника Богобоја Атанацковића. Најпознатија његова приповетка је "Карловачки ђак" из 1860. године. Вредна помена је путописна приповетка "Пут у Раваницу".
Умро је прерано од туберкулозе, као студент права и филозофије у Пешти, почетком јануара 1864. године. Маја 1898. године подигли су му споменик бели мермерни у облику пирамиде над гробом, млади Срби у Пешти. Прилог за подизање споменика су дали бројни поштоваоци, а постављење и парастос је обавила Академска омладина и Коло младих Срба.
Био је активан у родољубивим друштвима и организацијама, као што је омладинско ђачко друштво Преодница. Руварац је био један од вођа Уједињене омладине српске. Заслужан је и за оснивање српског академског друштва Преодница у Пешти 1861. године. Чланови тог удружења су по завету годину дана носили црнину за изгубљеним и нигда ненадокнађеним својим чланом.
Убрзо након смрти, штампани су његови Скупљени списи, у две књиге (1866. и 1869). Поред осталих радова ту су објављена четити позоришна комада: један превод са немачког и три посрбе. Једна од тих адаптација под насловом "Инкогнито" имала је премијеру 1868. године. Руварац је рано показао таленат за књижевну критику и озбиљно се припремао за бављење њом. Настојао је као теоретичар да "утре пут" реалистичкој књижевности код Срба.